# Торговля майя
Торговля майя — направление экономики, игравшее фундаментальную роль в развитии цивилизации майя. Долгое время было распространено мнение, что майя не могли вести активную торговлю. Основывалось оно на географии — зону расселения майя окружали болота и горы. Позже, однако, выяснилось, что большую часть своих товаров майя переправляли морским путём. Сейчас известно, что майя вели оживлённую торговлю, как внешнюю, так и внутреннюю. Торговля осуществлялась, в целом, между тремя природными регионами Центральной Америки: побережьем, низменностями и высокогорьями.
Внешнюю торговлю майя вели с ацтеками на севере и жителями современных Коста-Рики и Панамы на юге. Ассортимент товаров майя был велик, в первую очередь это были продукты питания: соль, маис, рыба и др.

## Внутренняя торговля
С территории современного Гондураса на рынок майя поставлялись алебастровые сосуды и какао.
Из полуострова Юкатан приходили по большей части продукты питания (маис, мёд, фасоль рыба), а также иные товары — воск, ткани, перья водоплавающих птиц, кремень для ножей.
Гватемала поставляла шкуры зверей, перья птицы кетцаль, добытые в горных шахтах яшму, обсидиан и нефрит, также ценные породы деревьев для создания ритуальных предметов, копал и базальт для растирания зерна.
Из других стран к майя приходили и более диковинные товары, такие, как золото, керамика, изделия из меди и горного хрусталя. С Карибского моря доставляли шипы скатов-хвостоколов, которые использовали жрецы майя для кровопусканий во время жертвоприношений.

## Внешняя торговля

### История развития
В I тысячелетии внешняя торговля уже была высоко развита и носила профессиональный характер. Уже в это время город Цибилчальтун существовал только за счет добычи и продажи соли. В доклассический период майя уже вели активную торговлю с ольмеками.
В постклассическую эпоху быстро развивалась морская торговля, благодаря чему было построено множество морских портов на побережье полуострова Юкатана и близлежащих островах (к числу таких поселений относятся Тулум и посёлок на территории острова Косумель). В поздний постклассический период майя начали вести оживленную торговлю с ацтеками.
В какой-то момент в результате серии военных конфликтов торговые пути изменили своё расположение. В первую очередь стали активно использоваться морские торговые пути, что привело к дефициту товаров в городах центральной низменности. Конкретно это отразилось в нехватке обсидиана и соли, вследствие чего ведение сельского хозяйства и повседневная жизнь в данных регионах сильно усложнились.

### Товары внешней торговли
Майя экспортировали множество товаров, среди которых особой популярностью пользовался копал, который являлся аналогом ладана в Центральной Америке. Из городов Пьедрас-Неграс, Йашчилан и Паленке майяские торговцы распространяли копал по всей Центральной Америке.
Испанский епископ Диего де Ланда писал о торговле юкатанских майя следующее:

Занятие, к которому они наиболее склонны, была торговля. Они вывозили соль, ткани и рабов в землю Улуа и Табаско, обменивая все это на какао и камешки (нефрит. — В. Г.), которые служили у них монетами.— Диего де Ланда
Майя торговали со всей Мезоамерикой — от Западной Мексики до Панамы и даже Колумбии, а в их городах были найдены предметы с побережий обоих океанов.
Также майя экспортировали кремень, кошениль и квасцы.

## Товары
В период с 400 года до н. э. по 250 год н. э. высоко ценились перья птицы кетцаль, нефритовые и обсидиановые изделия, а также морские раковины.
Какао-бобы также были важным товаром. Основным их предназначением было приготовление шоколада, также это был предмет роскоши, часто использовавшийся в качестве валюты. Какао-бобы на рынок поставляли фермеры, использовавшие для этой цели каноэ либо же большие корзины, которые они носили на спинах.
Ещё одним товаром были произведения искусства, производящиеся в различных городах майя (например, в Каминальхуйу создавали предметы из обсидиана), которые высоко ценились среди высшего класса.
Большим спросом во внутренней торговле пользовался обсидиан, использовавшийся для изготовления лезвий, метательных наконечников, а также различных инструментов для полировки, перфорации и соскабливания. Город ацтеков Теотиуакан был тесно связан с подобной торговлей, хотя его роль в ней до конца не ясна — то ли он был крупнейшим производителем, то ли крупнейшим потребителем.
Также крайне важным товаром внешней и внутренней торговли была соль. Она была одним из основных товаров майя, для её перевозки даже были выстроены особые дороги. Соль была товаром, который в I тысячелетии н. э. у майя покупали жители внутренней Мезоамерики. В первую очередь именно на экспорте соли, а также хлопчатобумажных тканей, была основана торговля северного Юкатана. Кроме потребления в пищу, соль употреблялась во время смерти и родов, а также в медицине, где с её помощью лечили лихорадку и религиозных обрядах.
Важными товарами как во внешней, так и во внутренней торговле были рабы, разного возраста и пола.

## Способ торговли
Большая часть сделок совершалась в форме натурального обмена, однако существовали и товары, игравшие роль своеобразной валюты, например какао-бобы — главная «валюта» торговцев. По словам Гонсало Фернандеса де Овьедо, майя относились к какао-бобам с таким же вниманием и уважением, как европейцы — к золоту или деньгам, потому что эти бобы выполняли у майя роль денег для покупки любых товаров. Де Овьедо приводит даже конкретную стоимость некоторых товаров: по его словам, в провинции Никарагуа кролик стоил 10 какао-бобов, а один раб — 100. Какао-бобы часто подделывали, наполняя пустую кожицу землёй и песком. Для выявления подвоха торговцы сдавливали бобы, что похоже на надкусывание серебряной монеты в Европе. Подобного рода подделка считалась преступлением, которое рассматривали в судах.
Другим средством для расчётов были нанизанные на нитку красные ракушки, бусины из нефрита, плоские топорики или бубенцы из бронзы, цена которых определялась размером.
Контракты майяских купцов были устными, на бумаге они не заключались. По завершении сделки, ради показания общепринятой у майя «законности через публичность», продавец и покупатель вместе публично выпивали алкоголь.

## Торговые пути

### Сухопутные торговые пути
Первые торговые пути майя были проложены во II тыс. до н. э. Между горными районами Гватемалы и побережьями обоих океанов изначально были проложены тропы, вдоль которых позднее была построена торговая дорожная система. Уцелели карты сухопутного пути, который вел из древнего города Шикаланго, крупного торгового центра майя, в современный Гондурас. В «Пополь-Вухе» упоминается место пересечения четырёх торговых путей. Каждому направлению соответствовал свой цвет: «Одна из четырёх дорог была красной, другая чёрной, третья белой, и чёрная дорога сказала ему: я та, которую ты должен выбрать».
Согласно воспоминаниям Эрнана Кортеса, сухопутные торговые пути майя были вымощены камнями, также возле дорог имелось множество постоялых дворов.

### Водные торговые пути
По территории страны майя протекала всего лишь одна крупная река — Усумасинта, судоходная вплоть до местностей севернее Пьедрас-Неграса. Общая протяжённость торгового пути по ней составляла примерно 400 км.
Немаловажную роль как торговый путь играла река Сан-Педро-Мартир, которую стремились взять под контроль цари Канульского царства. Поэтому царство Сан-Никте, через земли которого протекала река, как правило было вассалом Канульского царства. Таким образом контроль над мелким царством обеспечивал Канульскому царству контроль и над рекой, что приносило ему немалую прибыль.
Согласно гипотезе исследователя Эрика Томпсона, в древности существовал морской торговый путь вдоль всего Юкатана. Западным его концом был Шикаланго, восточным — южная часть Гондурасского залива. Частично это подтверждают недавние археологическими находками.

## Торговые центры

### Юкатан
Лучше всего изучены торговые пути полуострова Юкатан.
Город Тикаль был сухопутным торговым центром, в классический период он являлся «посредником» между Гватемалой и другими городами майя. Впоследствии были проложены морские пути, оказавшиеся эффективнее сухопутных, в результате чего Тикаль перестал занимать ключевую позицию в торговле и из него начался отток жителей.
Город Канкуэн достиг расцвета и богатства исключительно благодаря торговле. Согласно мнению археологов, город заключил союз с другим поселением, название которого неизвестно. Туда он поставлял товары, и иэта торговля приносила местным царям прибыль и авторитет.
Немаловажное значение в торговле имел остров Кайе Амбра, жители которого имели доступ к значительным запасам соли. Также здесь работали мастера по керамике, выставлявшие свои творения на продажу. Выгодное расположение острова позволяло ему контролировать морские торговые пути. Есть предположение, что в постклассический период местные купцы фактически контролировали все земли майя.
Существовали также специализированные торговые центры, скажем, город Экаб — также крупный торговый центр, где реализовывалась добыча из находившейся рядом крупной соляной лагуны. Только имея специальное разрешение можно было собирать соль, которую правители Экаба облагали высоким налогом.
Порой торговцы стекались и в религиозных центрах, таких, как Чичен-Ица. Сюда прибывало множество паломников, которые шли не только с религиозными, но и с торговыми целями. На северо-восточном побережье Юкатана находился идол богини луны, высоко почитавшийся паломниками. В этом регионе также был торговый центр, в котором они активно отоваривались.

### Окрестности Юкатана
Шикаланго был одним из крупнейших торговых центров Мезоамерики. Известен он ещё со II тыс. до н. э. Город располагался на побережье Мексиканского залива, на расстоянии нескольких километров от лагуны Терминос. Торговали здесь не только майяские купцы, но и ацтекские (известные как почтека), а также торговцы с южных земель. В Шикаланго доставляли множество товаров, таких как соль, мёд, воск, кукуруза, хлопчатобумажные ткани. Для хранения товаров в городе были предусмотрены просторные торговые склады из камня. Также важным торговым пунктом был город Потончан, куда товары доставлялись по реке Грихальве, а также по морским путям западного побережья полуострова Юкатан.

### Акалан
Особое положение имело государство майя-чонталь Акалан, бывшее своеобразной торговой республикой, наподобие средневековой Венеции. Эрнан Кортес утверждал, что возглавляет государство богатейший из торговцев: 

В Акалане есть многочисленные торговцы и люди, торгующие во многих местах и богатые рабами и другими вещами, которые обмениваются в этой земле… Как мне удалось узнать, здесь нет иного верховного правителя, кроме наиболее богатого торговца, имеющего большую торговлю по морю с помощью своих судов, и таковой есть Апасполон… И это по причине того, что он очень богат и торгует до такой степени, что даже в городе Нито… он имел квартал со своими агентами и, вместе с ними, своего родного брата, торговавшего своими товарами.— Эрнан Кортес
 Сам Кортес описывал Акалан как государство огромных размеров, с множеством городов и большим населением. Здесь развита торговля, активно используется рабский труд. Среди основных акаланских товаров он отметил ткани, красители, свечное дерево, используемое в качестве свечей
Экономика страны целиком зависела от внешней торговли. Приход испанских завоевателей парализовал торговые пути, что привело к экономическому кризису и распаду государства.

## Торговые корабли
Прямым доказательством того, что майя были умелыми мореходами, являются найденные учёными деревянные лодки времен постклассического периода. С течением времени динамика морских путешествий майя менялась.
Существование островных общин майя также подтверждает их профессиональное владение каноэ. У майя они были главным средством морской торговли, а также речных путешествий.
Первыми европейцами, увидевшими торговую лодку майя, были матросы Христофора Колумба. В 1502 году известный путешественник отправился в своё четвёртое плаванье в Америку и открыл остров Гуанаха, находившийся вблизи Гондураса, после чего повернул на юг и медленно поплыл по Гондурасскому заливу. Неподалеку от острова Колумб наткнулся на огромную лодку, о встрече с которой сохранились воспоминания его брата Бартоломе Колумба:

Мы встретили индейскую лодку, большую, как галера, шириной в 8 шагов, сделанную из одного ствола дерева. Она была нагружена товарами из западных областей… Посредине лодки стоял навес из пальмовых листьев, который защищал тех, кто находился внутри, от дождя и морских волн. Под этим навесом разместились женщины, дети и весь груз. Люди, находившиеся в лодке, хотя их было 25 человек, не стали защищаться от преследовавших их шлюпок. Поэтому наши захватили ладью без борьбы и привели всех на корабль, где адмирал вознёс всевышнему благодарственную молитву за то, что без всякого ущерба и риска для своих он узнает о делах этой земли.— Бартоломе Колумб
Это была первая встреча европейцев с кораблями майя. Очевидно, они вмещали не менее 40 человек, ибо в цитате, помимо 25 гребцов, упоминаются также женщины и дети под навесом. Лодки майя были выдолблены из одного дерева.
Упоминания они также можно встретить у Фернандеса де Овьеды и Берналя Диаса, спутника Кортеса. В майяских лодках груз и торговец размещались под навесом на возвышении, а гребцы сидели внизу и взмахами вёсел приводили лодку в движение. Некоторые лодки обладали парусом.

## Положение торговцев в обществе
Насколько известно, в отличие от положения в обществе ацтекского торговца, занимавшего среднюю ступень между простым народом и знатью, у майя торговцы, именовавшиеся пполом (другой вариант — пполмс), были скорее на одном или почти одном уровне со знатью. Простые торговцы перевозили свои товары в основном на лодках, в то время как крупные (ах пполом йок) снаряжали для транспортировки товара внушительные караваны рабов, которые после завершения торгового похода также продавались — в качестве живого товара. Майя считали, что Полярная звезда была покровительницей ах пполом йок. Во время передвижения по дорогам они должны были жечь копал.
У купцов был свой бог-покровитель, звавшийся Эк-Чуах. Они не платили налоги, а в обществе у них были свои особые правила поведения. Предположительно, в городе ацтеков Теотиуакане у майяских купцов был собственный торговый квартал. Порой торговлей занималась и знать, например, в сообщении Ланды, где он сообщал об убийстве членов семьи Кокомов, есть такой фрагмент 

Сын Кокома избежал смерти, так как он отсутствовал, занимаясь торговлей в земле Улуа.— Диего де Ланда
Из вышесказанного можно сделать вывод, что торговцы занимали не последнее место в обществе, частично состоя из представителей знати. В целом же торговцы относились к страте специалистов, занимавшей положение между знатью и крестьянами.